# Karl Kling
Karl Kling, nemški dirkač Formule 1, * 16. september 1910, Gießen, Nemčija, † 18. marec 2003, Bodensko jezero, Švica.
Karl Kling je pokojni nemški dirkač Formule 1. Debitiral je v sezoni 1954 in že na svoji prvi dirki kariere za Veliko nagrado Francije je z drugim mestom dosegel svoj najboljši rezultat kariere. Do konca sezone je dosegel še dve četrti mesti, kar mu je prineslo peto mesto v dirkaškem prvenstvu z dvanajstimi točkami. V sezoni 1955 je ob enem četrtem mestom dosegel še tretje mesto na Veliki nagradi Velike Britanije, ob tem je zmagal še na neprvenstvenih dirkah za Veliko nagrado Berlina in Veliko nagrado Švedske. Po koncu te sezone pa ni več nikoli dirkal v Formuli 1. Umrl je leta 2003 v Švici.

## Popolni rezultati Formule 1
(legenda) (odebeljene dirke pomenijo najboljši štartni položaj, poševne pa najhitrejši krog, †-uvrščen kljub odstopu)
| Leto | Moštvo          | Šasija        | Motor               | 1     | 2   | 3   | 4       | 5       | 6     | 7       | 8       | 9     | Prv | Toč |
| ---- | --------------- | ------------- | ------------------- | ----- | --- | --- | ------- | ------- | ----- | ------- | ------- | ----- | --- | --- |
| 1954 | Daimler-Benz AG | Mercedes W196 | Mercedes straight-8 | ARG   | 500 | BEL | FRA 2   | VB 7    | NEM 4 | ŠVI ret | ITA ret | ŠPA 5 | 5.  | 12  |
| 1955 | Daimler-Benz AG | Mercedes W196 | Mercedes straight-8 | ARG 4 | MON | 500 | BEL ret | NIZ ret | VB 3  | ITA ret |         |       | 11. | 5   |